# Novoveazivske, Iuriivka
Novoveazivske (în ucraineană Новов`язівське) este localitatea de reședință a comunei Novoveazivske din raionul Iuriivka, regiunea Dnipropetrovsk, Ucraina.

## Demografie
Componența lingvistică a localității Novoveazivske
     Ucraineană (93,96%)
     Rusă (5,66%)
     Alte limbi (0,16%)
Conform recensământului din 2001, majoritatea populației localității Novoveazivske era vorbitoare de ucraineană (93,96%), existând în minoritate și vorbitori de rusă (5,66%).